# Cronaca (genere letterario)
La cronaca (dal latino chronica e dal greco χρόνος chrónos) è una semplice forma di narrazione storica che segue il criterio cronologico, riportando gli eventi anno per anno senza dare un'analisi critica e valutativa dei fatti o prendere in considerazione cause, interferenze o ripercussioni degli eventi riportati. In questo genere letterario i fatti rilevanti hanno lo stesso peso di quelli secondari.
Il termine spesso si riferisce a un libro scritto da un cronachista nel Medioevo che descrive eventi storici in un paese o le vite di nobili o uomini di chiesa, sebbene venga anche riferito al resoconto di eventi pubblici.
Nel VII secolo le chiese inglesi e irlandesi tennero con regolarità i loro annali e da questa tradizione derivò la raccolta di testi chiamata Anglo-Saxon Chronicle, compilata sia in latino sia in sassone. Questo costume si diffuse rapidamente anche in Europa, dove la stessa storiografia medievale nacque sul modello delle semplici cronache, a causa della svalutazione della interpretazione dei fatti. Dal Settecento in poi le cronache si confusero sempre più con la diaristica. Attualmente il termine viene indicato per lo più in accezioni metaforiche.

## Cronache famose

### Cronache catalane
- Crònica del rei Pere
- Grandi cronache catalane

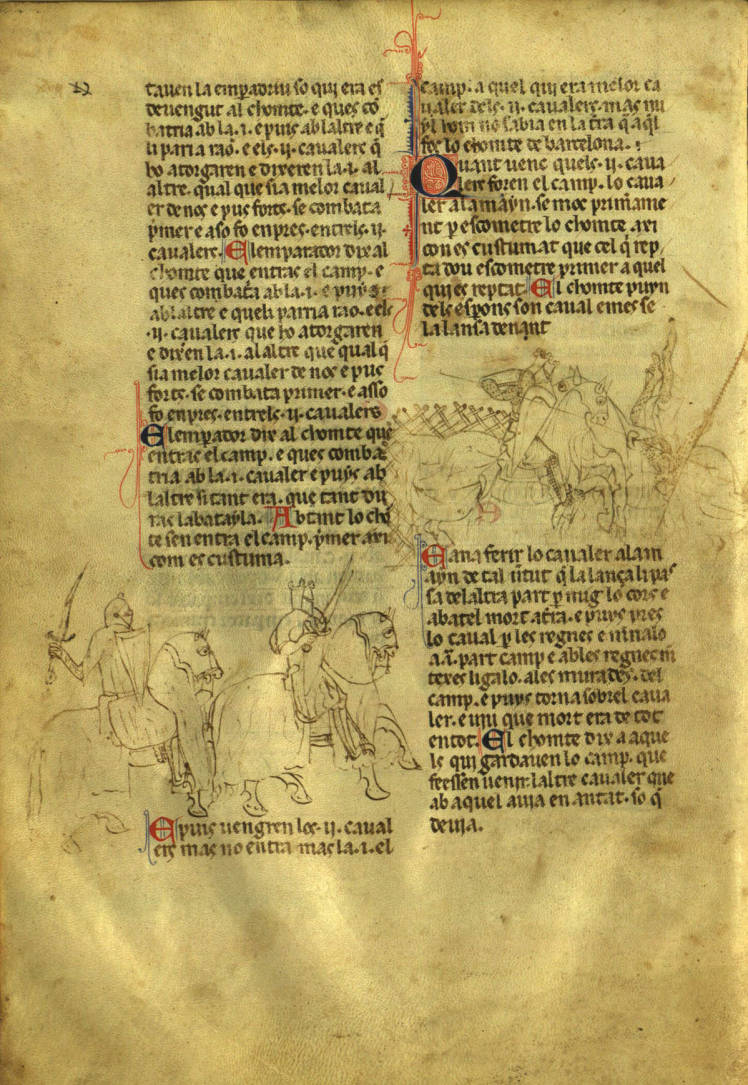
Crònica di Bernat Desclot. Biblioteca de Catalunya, Ms. 486 BC.

  - Llibre del rei en Pere e dels seus antecessors passats di Bernat Desclot
  - Crònica de Ramon Muntaner
  - Llibre dels fets
  - Crònica di Pietro il Cerimonioso

### Cronache danesi
- Chronicon Lethrense
- Gesta Danorum

### Cronache tedesche
- Cronaca di Titmaro
- Chronica sancti Pantaleonis
- Chronica regia Coloniensis
- Cronache di Norimberga

### Cronache fiorentine
- Cronica delle cose occorrenti ne' tempi suoi
- Nova Cronica

### Cronache inglesi

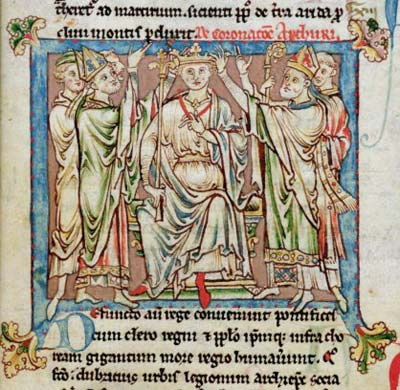
Re Artù. Miniatura dal testimone Chetham MS 6712 del Flores Historiarum.

- Flores Historiarum
- Cronaca anglosassone
- Chronica Majora
- Cronaca di Croyland

### Cronache irlandesi
- Annali di Inisfallen
- Annali dei Quattro maestri
- Cronaca degli Scoti

### Cronache del Regno di Sicilia
- Liber De Regno Sicilie

### Cronache del Regno di Napoli

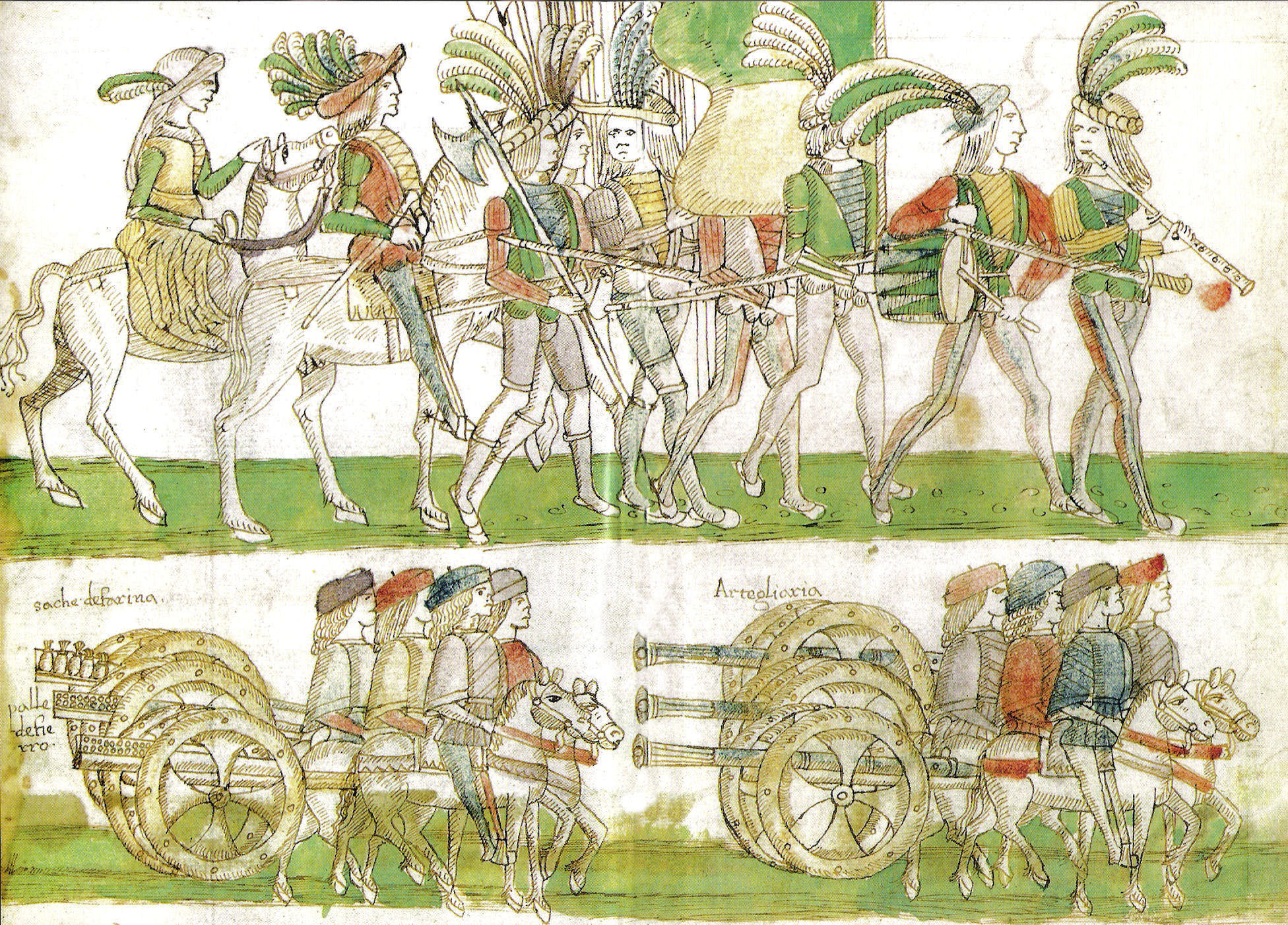
L'entrata delle truppe francesi di Carlo VIII in Napoli, il 22 febbraio 1495. Miniatura dalla Cronaca del Ferraiolo

- Annales Cavenses (opera in forma annalistica della Badia di Cava, sulla Langobardia Minor)
- Cronaca di Partenope
- Breve informazione di Bartholomeo Caraczolo dicto Carrafa
- Cronaca del Ferraiolo (o Cronaca figurata del Quattrocento) opera di Melchiorre (o Melchionne) Ferraiolo
- Cronaca del Fuscolillo
- Cronica di notar Giacomo
- Historia de rebus gestis Frederici II imperatoris
- Historia Sicula, di Bartolomeo Neocastro
- Cronache e Ricordi di Loise de Rosa
- Cronica barlettana dal 1731 al 3 giugno 1782

#### Cronache aquilane
All'interno delle cronache del Regno di Napoli, un posto a parte è occupato da un cospicuo e composito corpus di cronache di vari autori, vertenti sulla Storia della città dell'Aquila, solo in parte sopravvissute:
- Cronache aquilane

Tra i cronisti che si cimentarono, sono noti:
- Buccio di Ranallo
- Niccolò da Borbona
- Francesco d'Angeluccio di Bazzano
- Bernardino da Fossa
- Alessandro de Ritiis
- Vincenzo di Basilii di Collebrincione, autore della cosiddetta Cronaca basiliana

### Cronache baltiche e russe
- Chronicon Livoniale
- Chronicon terrae Prussiae
- Cronaca degli anni passati (Cronaca di Nestore, Cronaca Primaria)
- Prima Cronaca di Novgorod
- Cronache di Kazan'

### Cronache slave
- Cronaca del Prete di Doclea
- Cronaca di Halych-Volhynia
- Cronaca di Enrico di Livonia
- Cronaca degli slavi
- Cronaca di Ieronimo

### Cronache bizantine
- Cronaca Paschale

### Cronache africane
- Cronaca di Kano

### Cronache asiatiche
- Annali di primavera e autunno
- Sanguo Zhi
- Maha Wamsa o Mahavamsa

### Altro
- Cronache di Froissart
- Cronache svizzere illustrate
- De magnalibus urbis Mediolani
- Jans der Enikel